# SN 1982W
SN 1982W – supernowa typu Ia odkryta 22 listopada 1982 roku w galaktyce NGC 5485. Jej maksymalna jasność wynosiła 14,50m.